# Правоохранительная деятельность
Правоохрани́тельная де́ятельность — вид государственной деятельности, которая осуществляется с целью охраны права специально уполномоченными органами путём применения юридических мер воздействия в строгом соответствии с законом и при неуклонном соблюдении установленного им порядка.
Согласно законодательству РФ, в ходе осуществления правоохранительной деятельности правоохранительные органы, в целях пресечения правонарушений, могут ограничивать права и свободы правоохраняемых субъектов в установленных законом масштабах.
Признаки правоохранительной деятельности:
- осуществляется при помощи юридических мер воздействия;
- осуществляется в строгом соответствии с законом;
- осуществляется специально-уполномоченными органами.